# Токугава, Макото
Макото Токуга́ва (яп. 德川 誠; 31 октября 1887 — 11 ноября 1968) — японский политик и бизнесмен, сын 15-го сёгуна Сёгуната Эдо.

## Биография
Родился в семье сёгунов Токугава. В 1891 году вместе со старшей сестрой поступил в детский сад при Высшей начальной школе Сидзуоки, позже со своим младшим братом Сэем переехал из Сидзуоки в Токио и поступил в Университет Гакусюин. В том же году учился в колледже Хоуп в Мичигане, США.
После возвращения из США работал во французском и американском филиале банка Иокогама-сёкин. Работал аудитором Asano Cement. В эпоху Тайсё получил титул барона. В 1946 году был избран в палату пэров Японии от партии Косэйкай.